# 石祥禎
石 祥禎（せき しょうてい、Shi Xiangzhen、1815年 - 1854年?）は、太平天国の指導者の一人。石達開の従兄。鉄公鶏と号した。
広西省潯州府貴県出身。1853年3月に国宗に封じられた。西征の際に、南昌を包囲していた頼漢英に援軍を求められると、韋俊とともに部将の林啓栄・曽天養を率いて、8月に救援に向かった。石祥禎は先に湖口に入って上流を攻撃した後、8月26日に九江を占領し、林啓栄を守将として残した。1854年2月、韋俊らとともに湖南省に進軍し、常徳に至ったが、林紹璋とともに湘潭で敗れて、岳州に撤退した。5月、湖北省に転進して武昌を再び占領した。天京に凱旋した後、石祥禎は史料に登場しなくなる。一説では1854年8月に、清の提督張国樑と天京東南の上方橋で交戦した際に戦死したといわれる。